# Adonis Nature Trail
Adonis Nature Trail, řecky Μονοπάτι Aδωνι a česky lze přeložit jako Adonisova přírodní stezka, je okružní turistická stezka v kopcích poloostrova Akamas v Neo Chorio v distriktu Pafos v Kyperské republice.

## Popis stezky
Adonis Nature Trail začíná silnice F713 nedaleko Afroditiných koupelí (Baths of Aphrodite) u pobřeží Středozemního moře. Počátek trasy je totožný se stezkou Aphrodite Nature Trail a stezka dále pokračuje do kopců až k Památnému dubu hálkovému u ruin Rigena Tower Ruins a ruin kláštera Pyrgos tis Rigainas (pod vrcholem hory Moutti Tis Sotiras), kde se nachází rozcestník. Stezka se zde otáčí přibližně k jihu a je společná s Evropskou dálkovou trasou E4 a vede k fontáně Kefalovrisia, kde se nachází rozcestník s trasou Smigies Nature Trail. Pak se stezka stáčí přibližně k severovýchodo-východu po svahu až k silnici F713 u pobřeží. Odtud vede přibližně na severozápad k osadě u Baths of Aphrodite až k výchozímu bodu. Trasa má délku 7,5 km, nabízí výhledy na moře a pobřeží, je považována za středně náročnou a oblíbenou trasu pro pěší turistiku. Je celoročně volně přístupná. Psi jsou vítáni, ale musí být vedeni na vodítku.

## Legenda
Podle řeckých mýtů byl princ (a později také bůh) Adonis nejslavnějším milencem bohyně Afrodité, jež ho chránila od narození až do dospělosti, a byl také milencem bohyně Persfoné. Stezka údajně sleduje několik míst, kde se Afrodité a Adonis setkali.

## Galerie

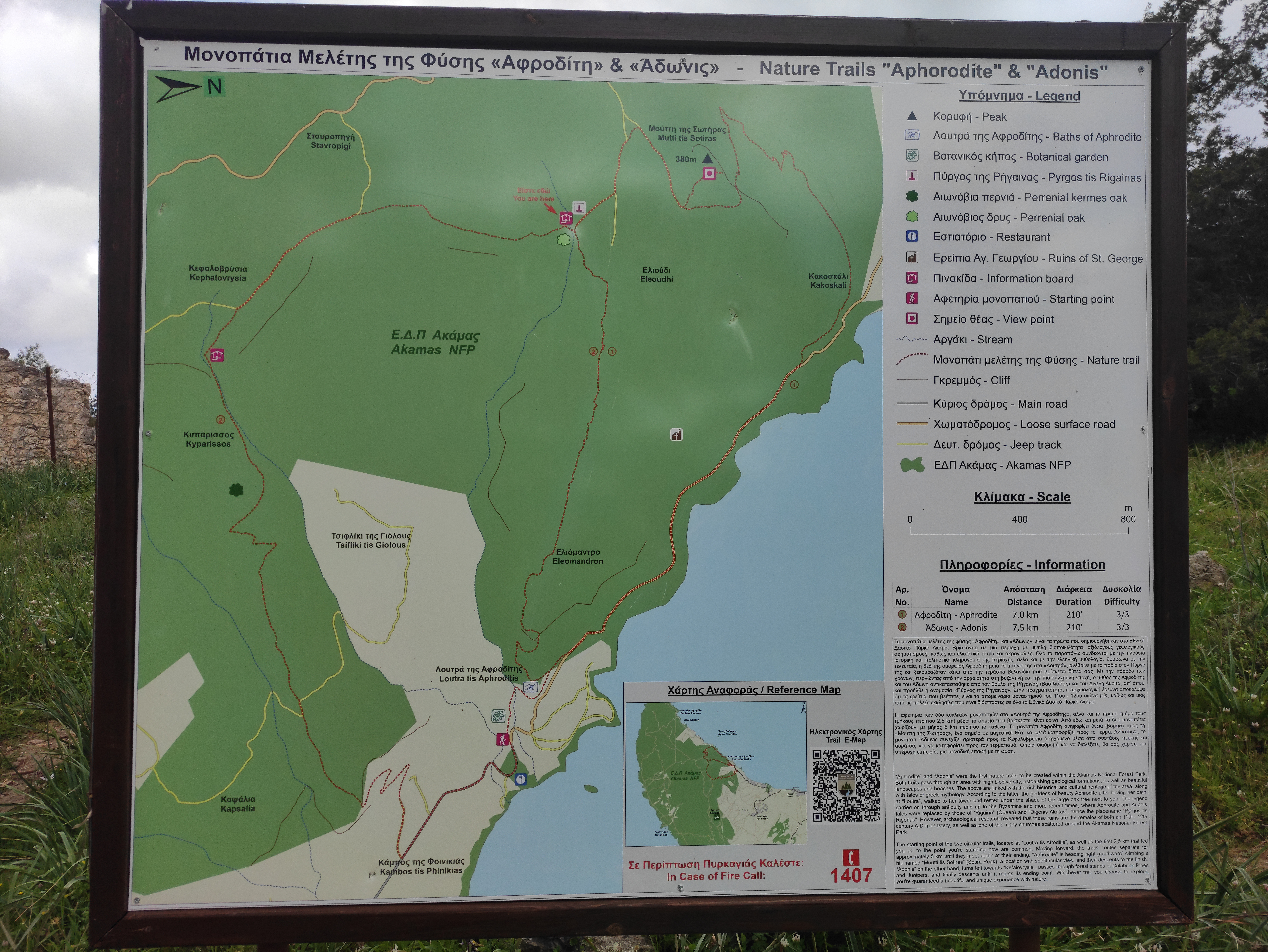
Mapa trasy stezky
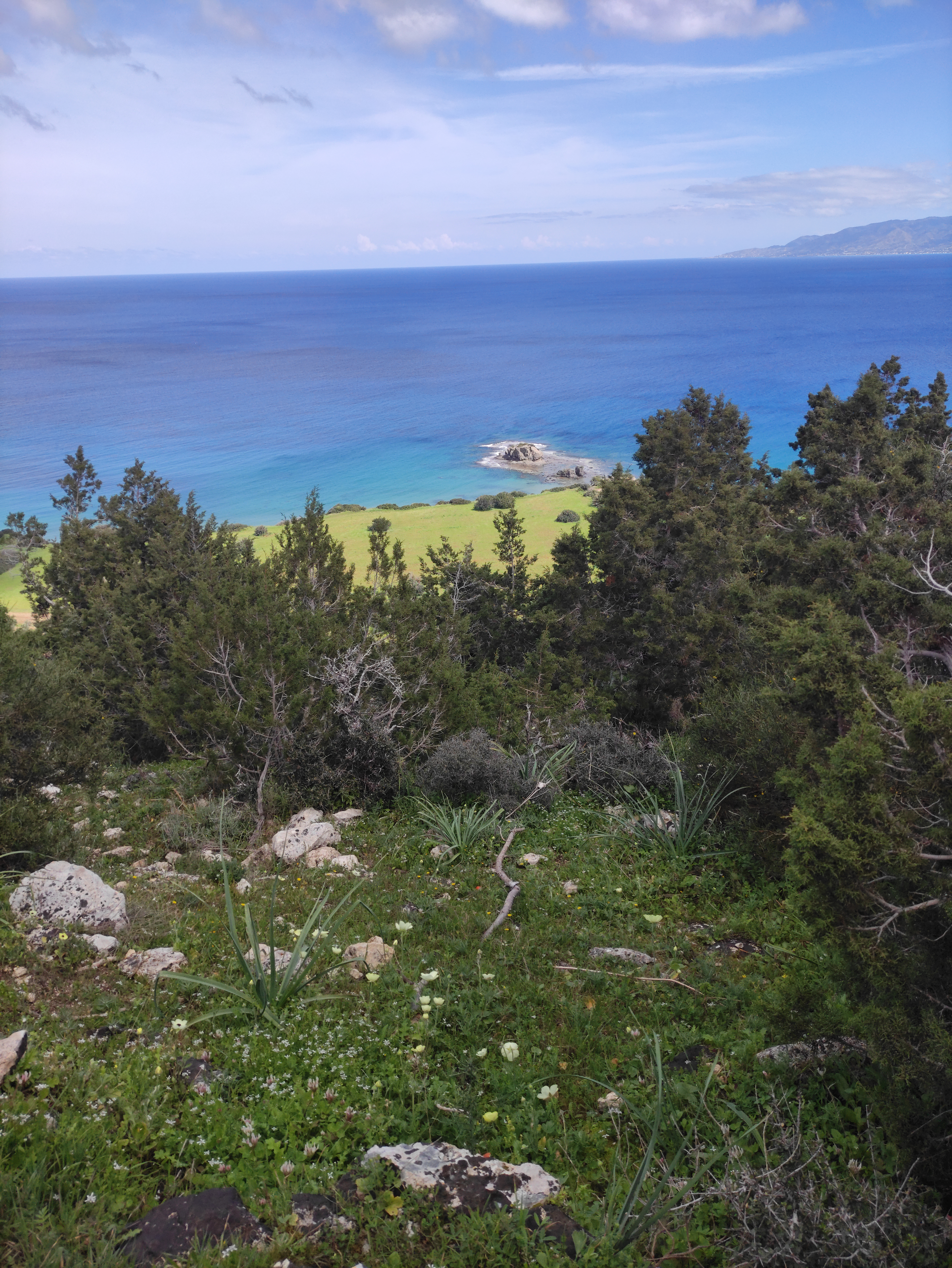
Výled na moře u Neo Chorio
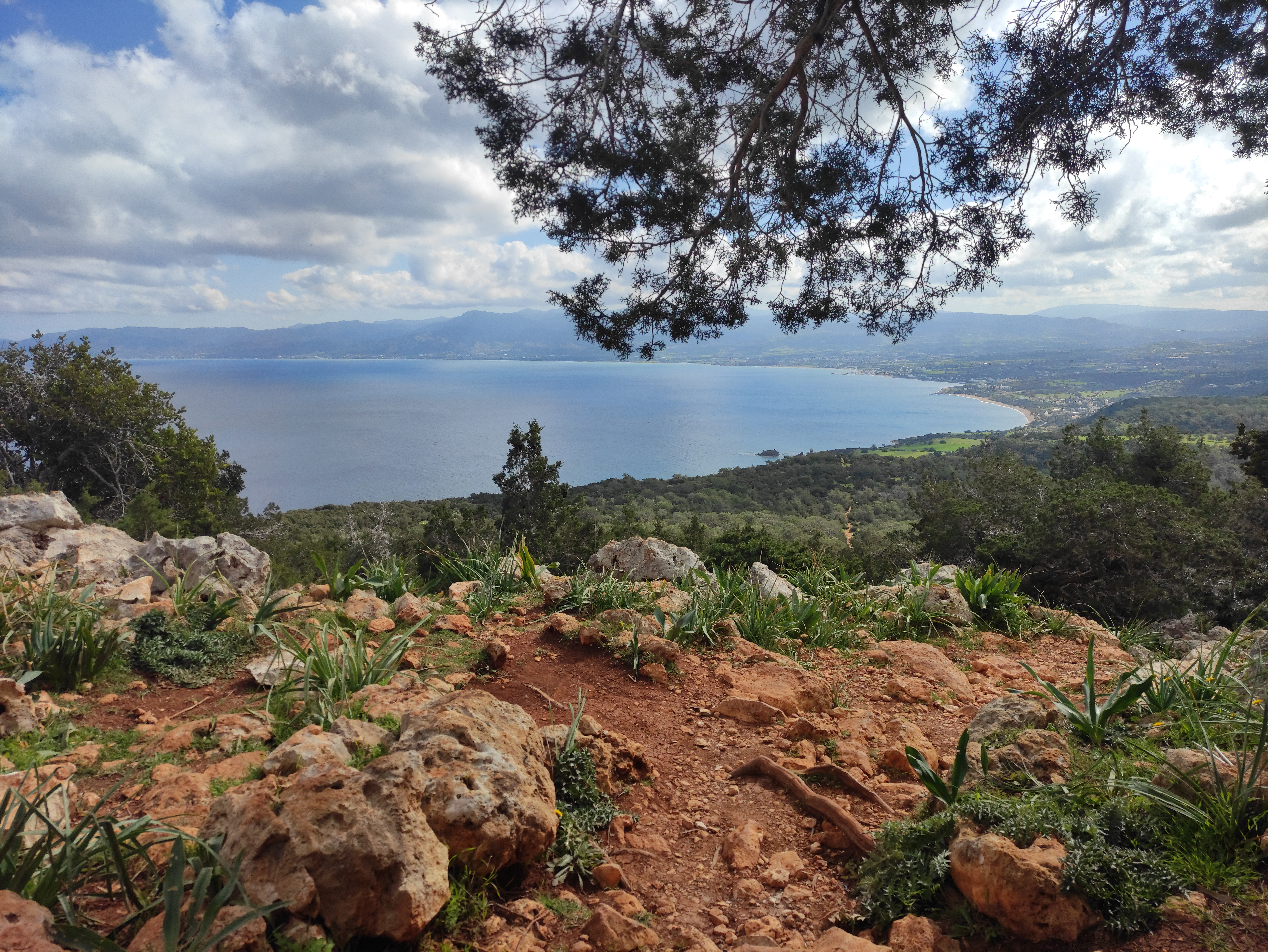
Výhled na Neo Chorio a pobřeží Středozemního moře
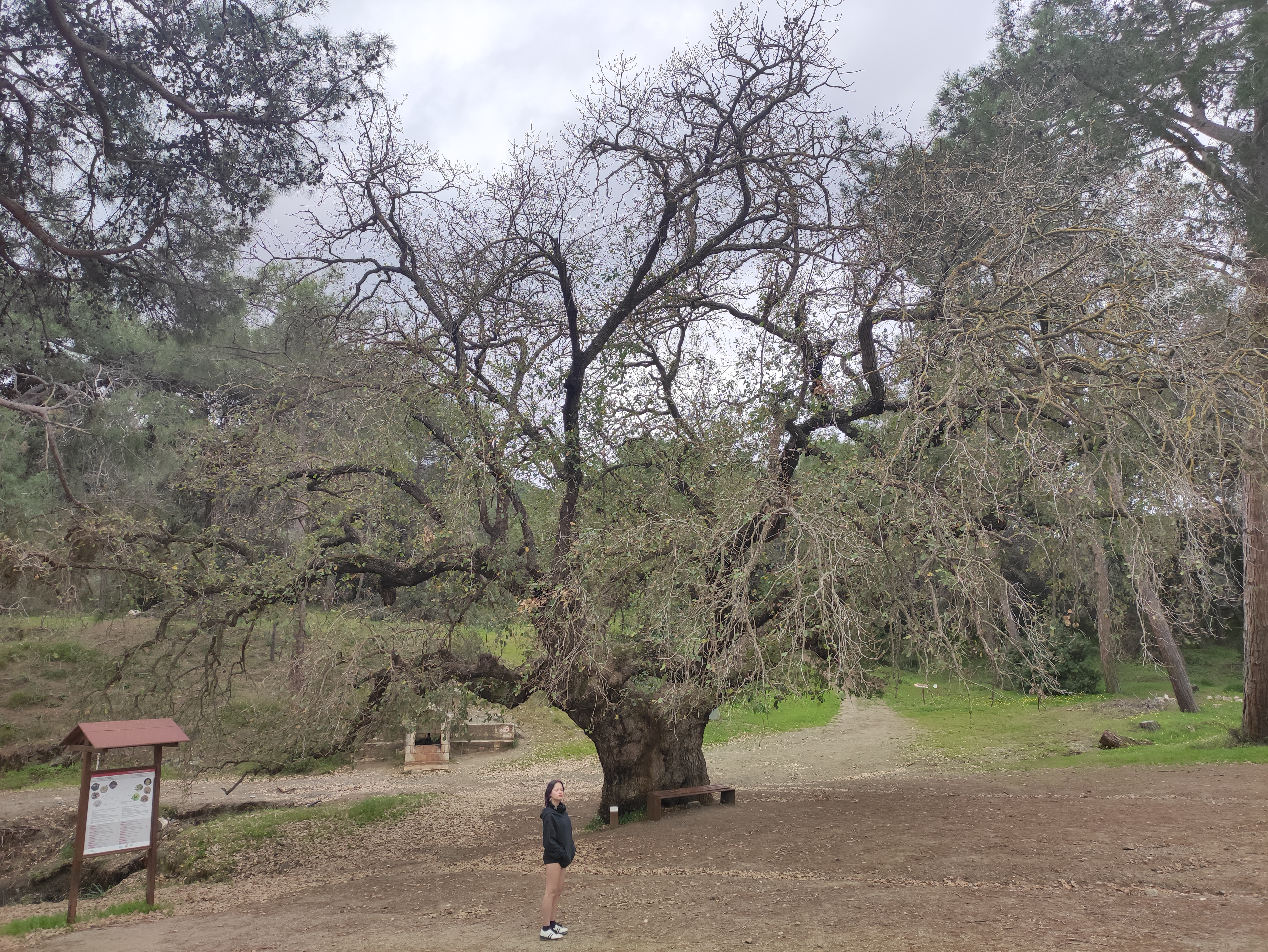
Památný dub hálkový
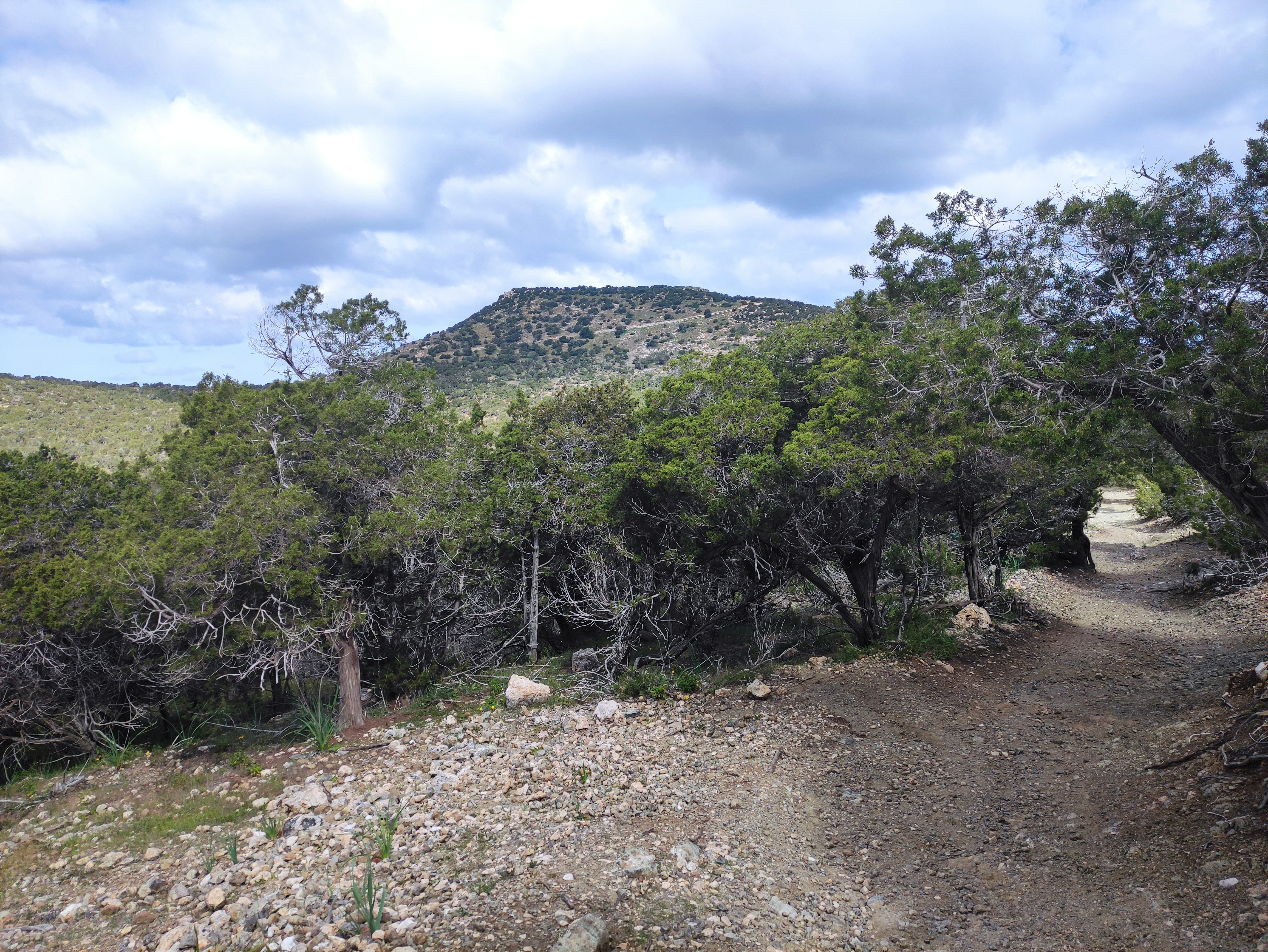
Pohled na horu Moutti Tis Sotiras
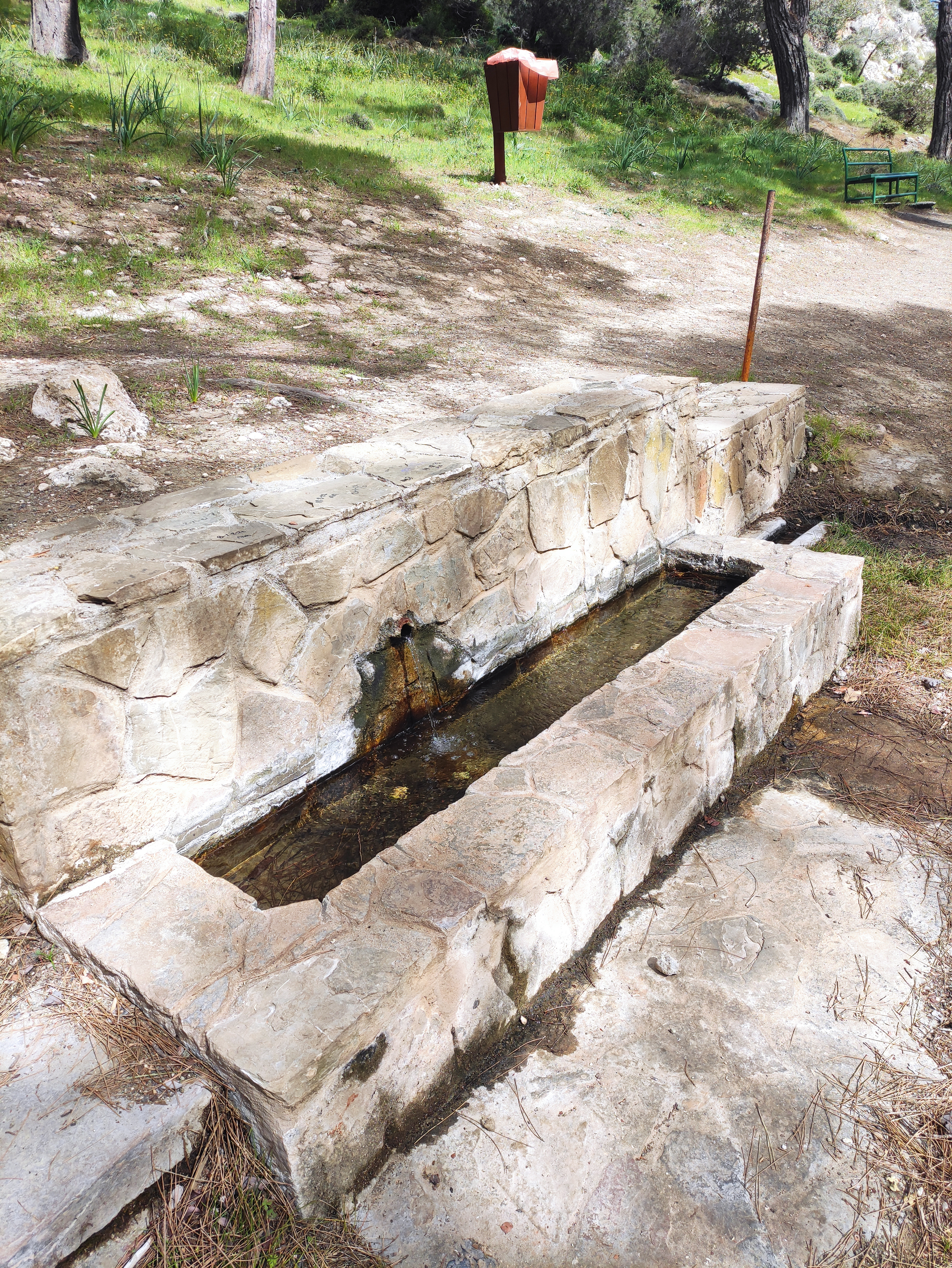
Pramen Kefalovrisia
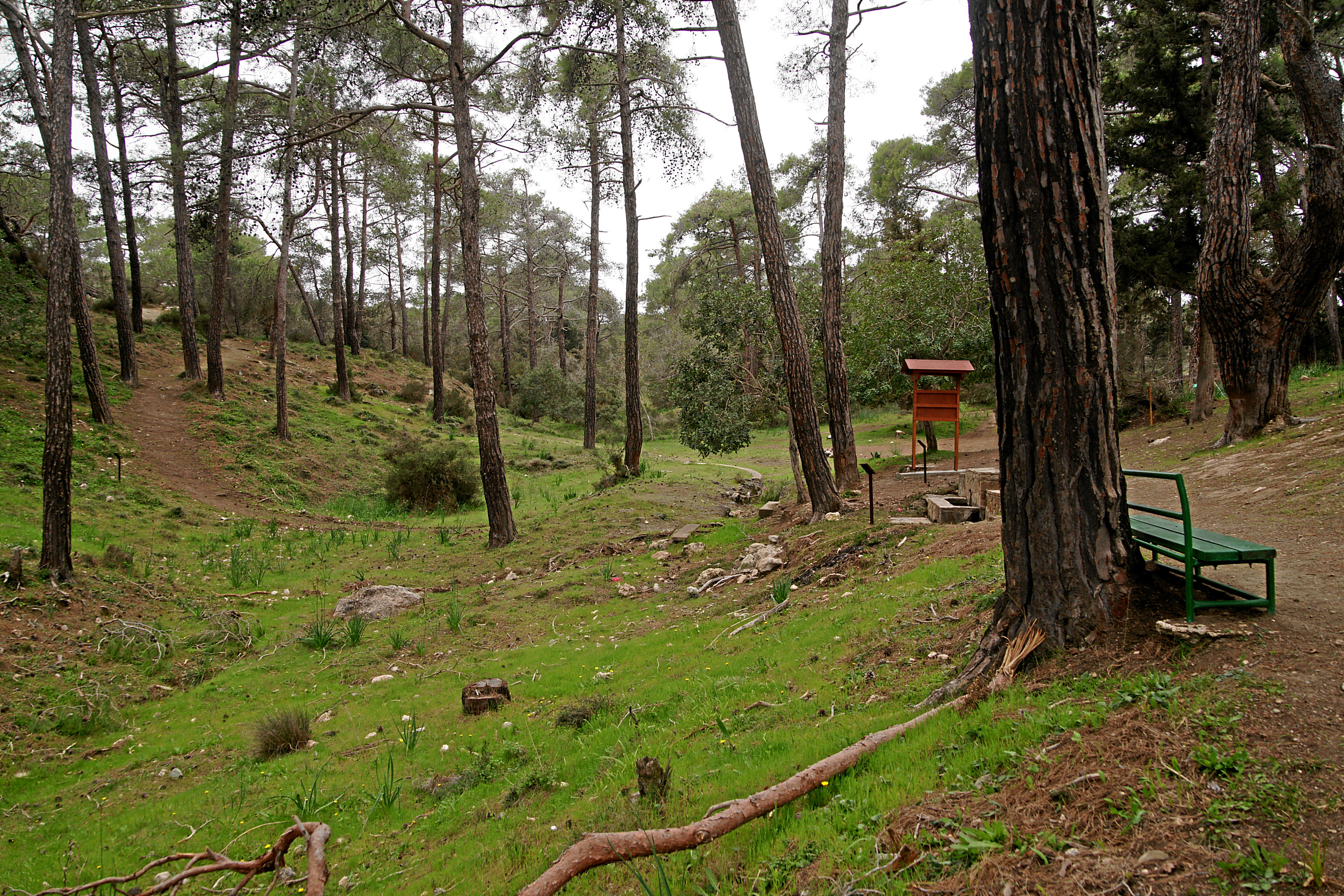
U pramene Kefalovrisia
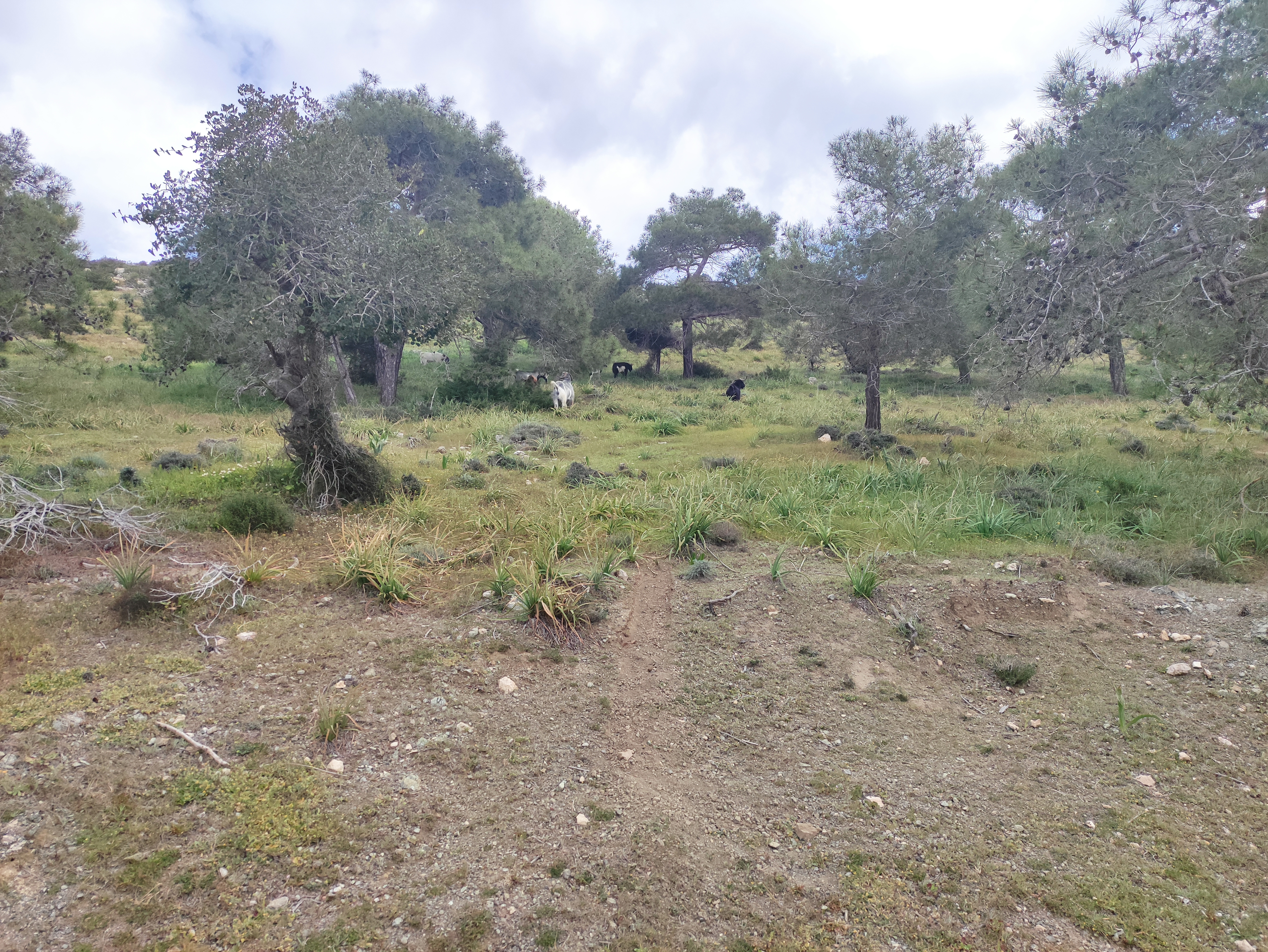
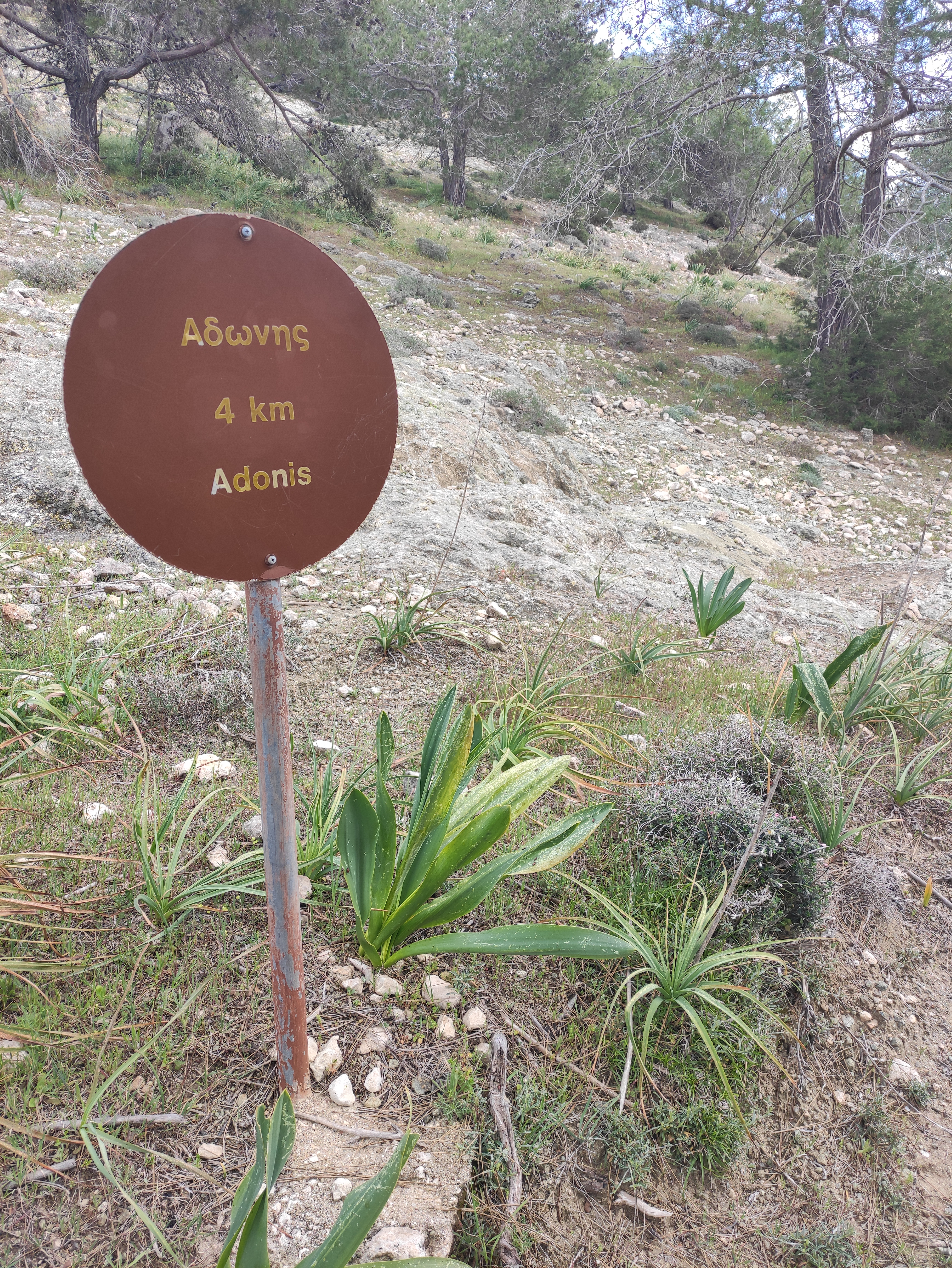
Informační panel na stezce
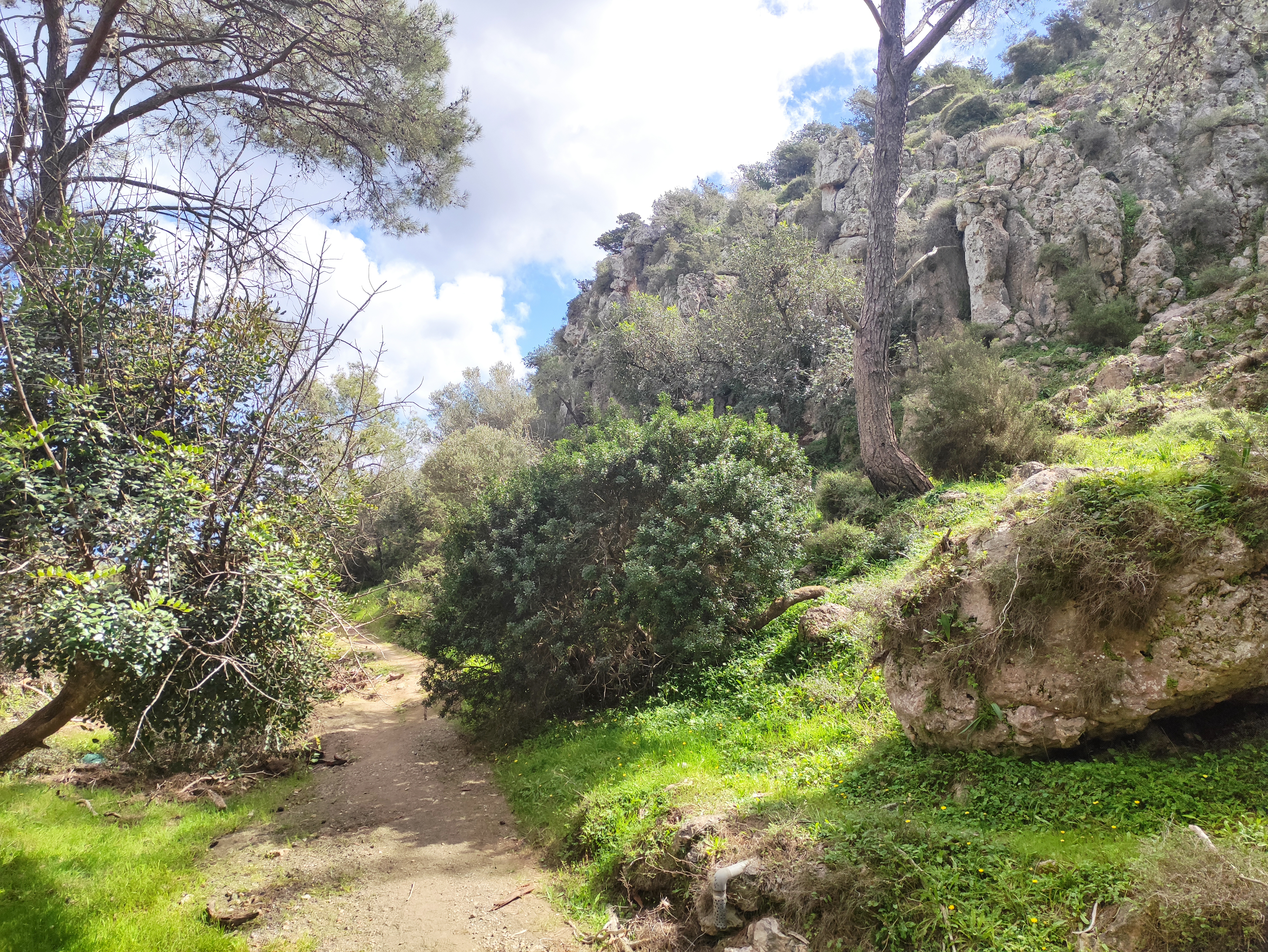
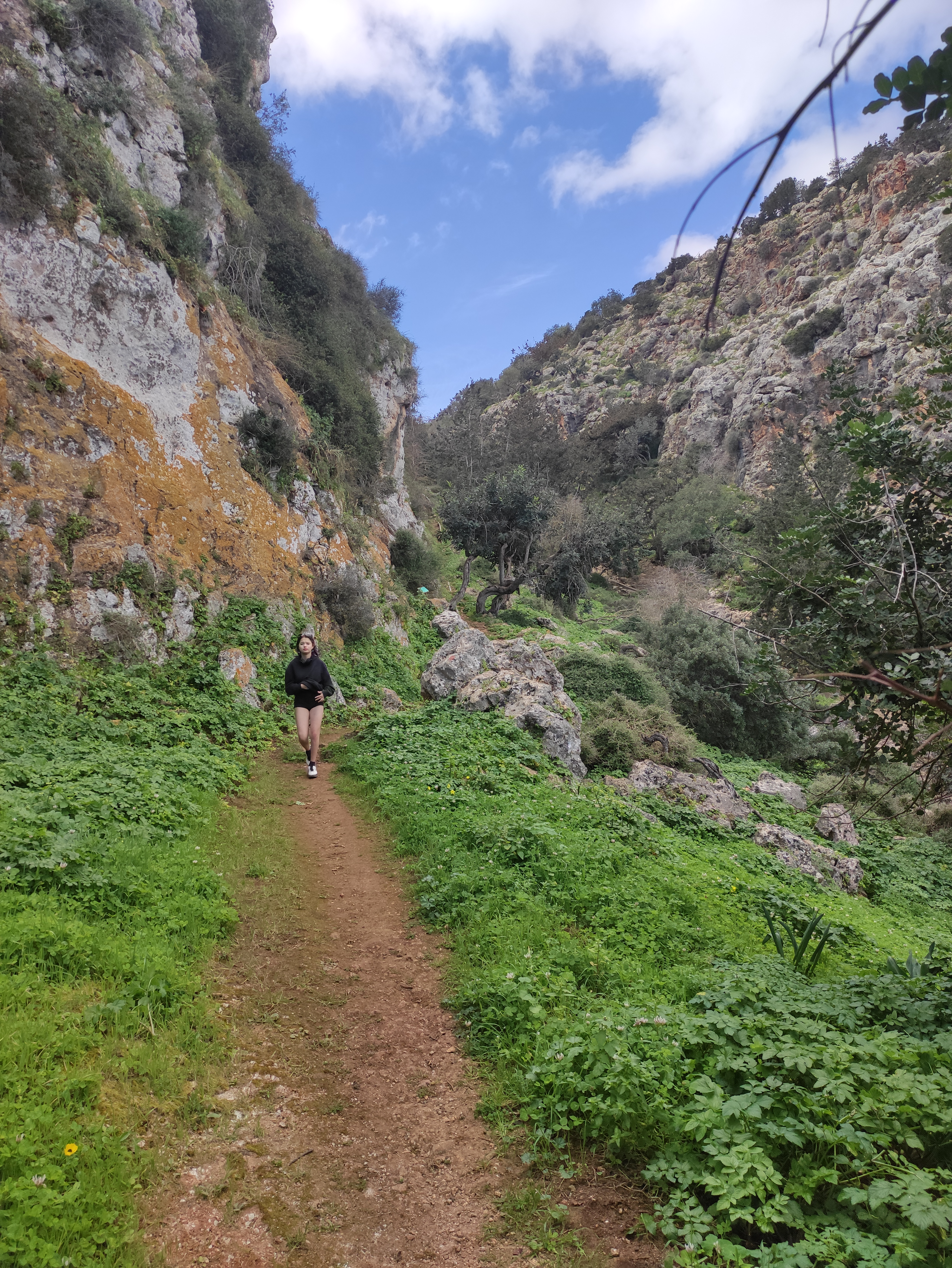
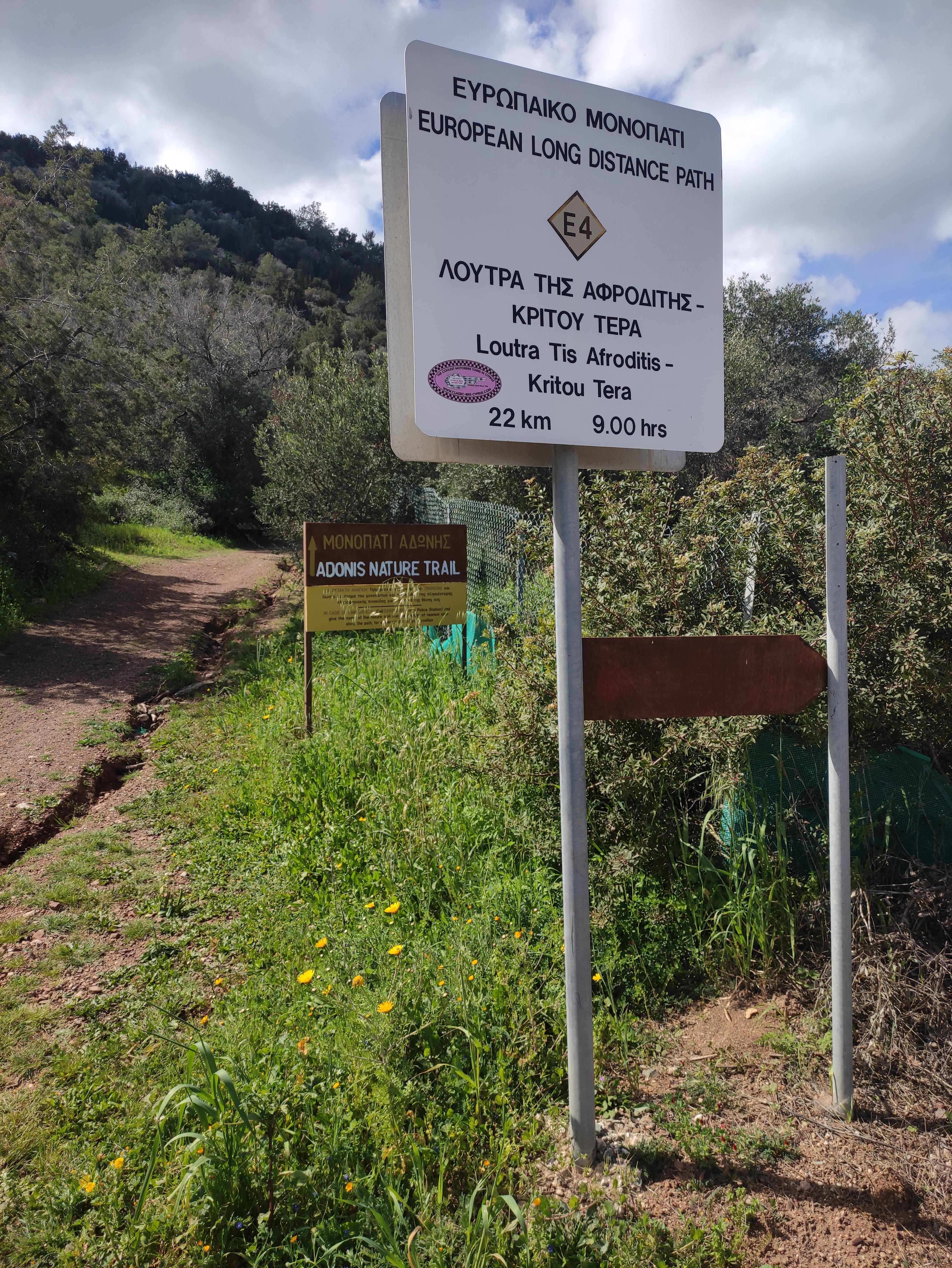
Délková trasa E4 a Adonis Nature Trail
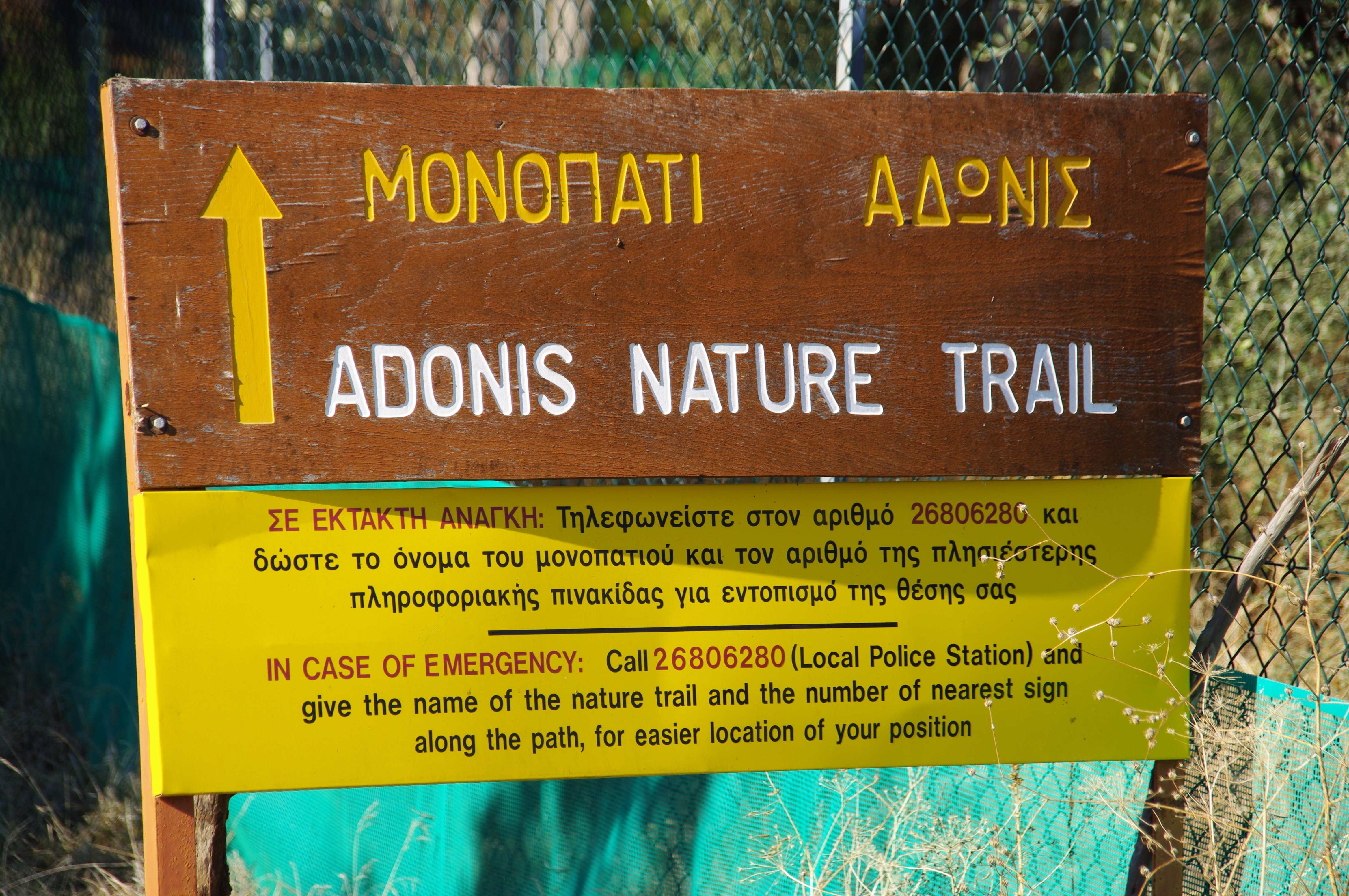
Informační panel na stezce